# Patrick Melton

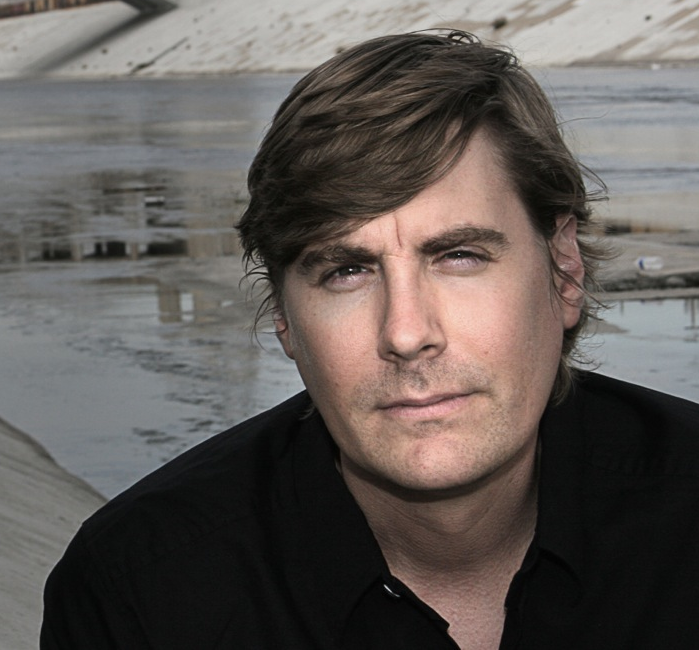
Patrick Melton (2011)

Patrick Melton (* 18. Juni 1975 in Champaign, Illinois) ist ein US-amerikanischer Drehbuchautor.

## Leben
Melton ist seit 2005 zusammen mit seinem Kollegen Marcus Dunstan als Drehbuchautor im Bereich des Horrorfilms aktiv. Gemeinsam waren die beiden für die Feast-Trilogie verantwortlich und verfassten ab Saw IV aus dem Jahr 2007 die Drehbücher aller übrigen Teil der Saw-Filmreihe bis einschließlich Saw 3D – Vollendung (2010).
Melton schrieb zusammen mit Dunstan das Drehbuch zu dessen Regiedebüt The Collector  aus dem Jahr 2009 und wirkte auch an dessen Fortsetzung The Collection (2012) mit.
Mit dem Roman Black Light gaben die beiden 2011 auch gemeinsam ihr Debüt als Romanautoren. Melton war an der Story zum Film Scary Stories to Tell in the Dark (2019) in the Dark beteiligt.

## Filmografie (Auswahl)
- 2005: Feast
- 2007: Saw IV
- 2008: Feast II – Sloopy Seconds (Feast II: Sloppy Seconds)
- 2008: Saw V
- 2009: Feast III – The Happy Finish (Feast 3: The Happy Finish)
- 2009: The Collector
- 2009: Saw VI
- 2010: Saw 3D – Vollendung (Saw 3D)
- 2012: Piranha 2
- 2012: The Collection – The Collector 2 (The Collection)
- 2016: The Neighbor – Das Grauen wartet nebenan (The Neighbor)
- 2019: Into the Dark (Fernsehserie, 1 Folge)
- 2002: Unhuman